# Vioolspinnen
De vioolspinnen (Sicariidae) is een familie van giftige spinnen. Bij een beet van een van deze soort spinnen sterft het weefsel af. De spinnen die tot deze familie behoren hebben geen acht maar zes ogen. De familie bestaat uit 122 soorten verdeeld over de twee geslachten Loxosceles (Heineken & Lowe, 1832) met 101 soorten en Sicarius (Walckenaer, 1847) met 21 soorten. De familie werd en wordt heden ten dage nog gedeeltelijk tot de Loxoscelidae gerekend. De familie wordt tegenwoordig meestal tot de Sicariidae gerekend.

## Kenmerken
Deze 6-ogige spinnen hebben duidelijke beharing op lichaam en poten. De meeste soorten zijn bruinachtig met een vioolvormige vlek op de carapax. De lichaamslengte varieert van 0,6 tot 1,8 cm.

## Leefwijze
Ze weven kleverige, matvormige webben. Ze hebben een zeer giftige, pijnlijke beet, die weefseldegeneratie veroorzaakt en zeer gevaarlijk is. Het weefsel kan ten gevolge van een beet afsterven (necrose).

## Voortplanting
De 30 tot 300 eieren worden afgezet in eizakjes, die de vrouwtjes in de verste hoek van het web bewaren.

## Verspreiding en leefgebied
Deze familie komt voor in de warmere delen van Noord- en Zuid-Amerika, Europa en Afrika op beschaduwde rotsen en schors.

## Geslachten
- Loxosceles Heineken & Lowe, 1832
- Sicarius Walckenaer, 1847

## Systematiek
Sicarius-soorten komen voor in Zuid-Amerika, Zuid-Afrika, West-Afrika en op de Galapagoseilanden (S. utriformis (Butler, 1877)).
Loxosceles-soorten komen overal in Amerika en Afrika voor, enkele soorten komen in het holarctisch gebied voor. Loxosceles werd door Jörg Wunderlich als een aparte familie (Loxoscelidae) beschouwd.
Door de Arachnologische Vereniging werd de kosmopoliet L. rufescens (Dofuor, 1820) in Nederlandse kassen gevonden, maar komt verder in Europa niet voor.
- L. apachea Gertsch & Ennik, 1983 USA, Mexico
- L. laeta (Nicolet, 1849) Amerika, Finland, Australië
- L. martha Gertsch & Ennik, 1983 USA
- L. palma Gertsch & Ennik, 1983 USA, Mexico
- L. reclusa Gertsch & Mulaik, 1940 (Vioolspin) Noord-Amerika